# Aquilarhinus

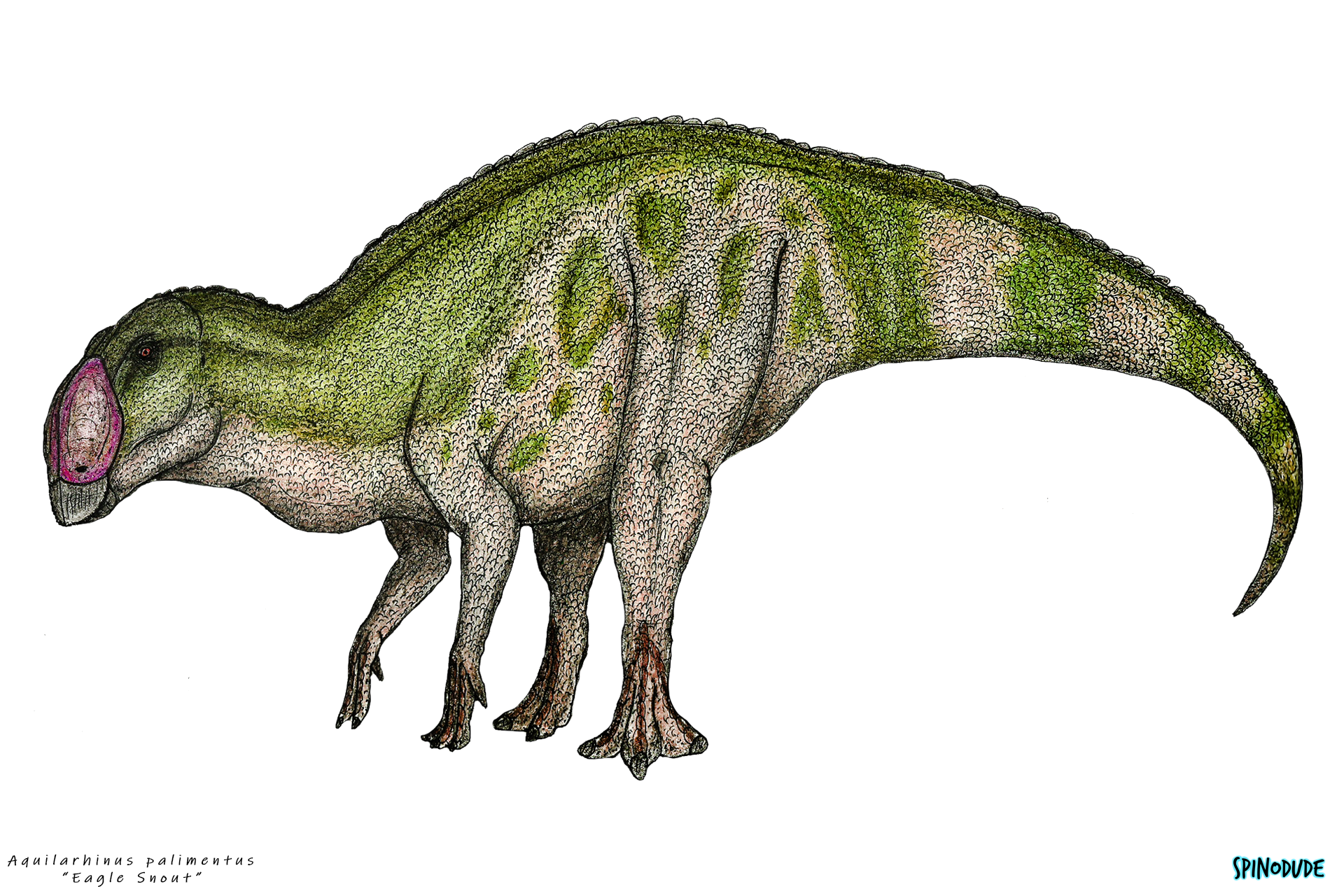
Aquilarhinus palimentus

Aquilarhinus palimentus is een plantenetende ornithischische dinosauriër, behorend tot de Euornithopoda, die tijdens het late Krijt leefde in het gebied van het huidige Noord-Amerika.

## Vondst en naamgeving
Op de Rattlesnake Mountain in het Big Bend National Park in Brewster County, Texas, groeven in 1983 Thomas Lehman, Neil LaFon en Kyle Davies het grootste deel op van het skelet van een hadrosauride. In 1999 borgen Lehman en Jonathan Wagner de rest van het exemplaar. Het werd in 2001 door Wagner, die er ook een scriptie aan wijdde, gemeld en kort beschreven en toegewezen aan een Kritosaurus sp. Later onderzoek leidde echter tot de conclusie dat het om een geheel nieuw taxon ging.
In 2019 benoemden en beschreven Albert Prieto-Márquez, Jonathan R. Wagner en Thomas Lehman de typesoort Aquilarhinus palimentus. De geslachtsnaam is een combinatie van het Latijn aquila, "adelaar", en het Oudgrieks rhis, "neus", een verwijzing naar de neuskam. De soortaanduiding is een combinatie van het Latijn pala, "schep", en mentus, "kin", een verwijzing naar de schopvormige onderkaken.
Het holotype, TMM 42452-1, is gevonden in een laag van de Agujaformatie die dateert uit het Campanien. Het bestaat uit een gedeeltelijk skelet met schedel. Bewaard zijn gebleven: beide neusbeenderen, het rechterbovenkaaksbeen, het rechterjukbeen, het rechterquadratojugale, beide verhemeltebeenderen, een deel van het wiggebeen, het rechterdentarium, een stuk tongbeen, een stuk atlas, twee halswervels, een sacrale rib, een linkercarpale, de linkerhand, het achterblad van het rechterdarmbeen, een stuk rechterzitbeen, de sprongbeenderen, een eerste kootje van de derde teen en vier voetklauwen. De botten zijn gevonden op een oppervlakte van vier vierkante meter. Ze vertegenwoordigen wellicht een jong dier.

## Beschrijving

### Grootte en onderscheidende kenmerken
Het holotype is een vrij klein individu, wellicht niet meer dan een vier meter lang. Dat zou erop kunnen wijzen dat het een jong dier betreft.
De beschrijvers hebben enkele onderscheidende kenmerken vastgesteld. Sommige daarvan zijn autapomorfieën, unieke afgeleide eigenschappen. Het deel van het schedeldak dat door de neusbeenderen gevormd wordt, is overdwars breed. De interne vleugel van het bovenkaaksbeen richting de praemaxilla is bovenop plat en zo breed als het buitenste segment van de tak naar het verhemeltebeen. Het verhemeltebeen strekt zich bijna horizontaal uit om het bovenkaaksbeen te raken. De voorste tak van het dentarium is naar boven teruggebogen.
Daarnaast verschilt Aquilarhinus van alle andere Hadrosauridae in het bezit van een bovenkaaksbeen waarvan op de achterste tak de onderrand van het facet met het jukbeen geleidelijk overloopt in de richel die contact maakt met het ectopterygoïde. Alleen met Latirhinus uitstlani wordt het kenmerk gedeeld van een neusbeen dat een extreem breed en rond zijprofiel van het neusgat omvat.

### Skelet
De kop is in vele, niet aaneensluitende, delen gevonden. Dat maakt een reconstructie lastig. De beschrijvers gingen ervan uit dat alle botten van één individu afkomstig waren. Van de neusbeenderen zijn de bovenste bases teruggevonden. Die zijn in absolute zin breed. De kaken zijn in absolute zin kort. Horen die inderdaad bij de neusbeenderen dan is de conclusie onvermijdelijk dat kop zeer breed moet zijn geweest, althans ten opzichte van de lengte: de kop is ook hoog, wat een steil voorprofiel oplevert. Dat de kop breed was, wordt bevestigd door een laag verhemelte en een brede symfyse van de onderkaken.
De schedel heeft een lengte van zevenenvijftig centimeter wat de helft is van die van typische volwassen hadrosauriden. Dat zou een aanwijzing kunnen zin dat het een jong is. Daar staat tegenover dat de neuskam sterk is ontwikkeld terwijl van andere hadrosauriden bekend is dat die in relatieve grootte toeneemt bij het ouder worden. Misschien is het dus toch een volwassen exemplaar. Een andere verklaring is dat bij Aquilarhinus de kam al jong flink uitgroeide. De beschrijvers zagen het niet als een aanwijzing dat de neusbeenderen van een groter individu zijn. Een andere probleem is dat de neusbeenderen door compressie afgeplat zijn, wat het moeilijk maakt hun oorspronkelijke breedte te bepalen. De neusbeenderen vormen in ieder geval een hoge welving boven een enorm neusgat dat naar voren voortgezet moet zijn in afhangende praemaxillae. De basis buigt eerst sterk naar boven. De bovenkant van het neusbeen is glad. Rond het neusgat bevindt zich een ondiepe en weinig afgetekende uitholling.
Het bovenkaaksbeen draagt veertig tandposities. Er is slechts één functionele tand per positie. De interne vleugel die de praemaxilla raakt, is niet hol van voren of afstaand door een beenlip maar loopt glad in de voorste tak over. Van de opgaande tak is de achterrand dik, naar voren hellend en naar binnen gewrongen. Boven het raakvlak met het jukbeen steekt nog een extra tak schuin naar achteren en boven, een basaal kenmerk. De richel voor het contact met het ectopterygoïde loopt vrij steil naar beneden onder een hoek van 18° met de tandrij. Het verhemeltebeen heeft een vrijwel horizontaal in plaats van verticaal gerichte dunne binnenste rand voor het contact met het ploegschaarbeen en het tegenoverliggende verhemeltebeen, De buitenrand bestaat uit twee boven elkaar gelegen richels.

## Fylogenie
Aquilarhinus werd in de Hadrosauridae geplaatst, in een klade met de zustersoort Lathirhinus, welke tak weer de zustergroep was van de Saurolophidae.
De gevonden positie van Aquilarhinus is strijdig met de gangbare hypothese dat grote neuskammen een unieke ontwikkeling zijn voor  Gryposaurus en verwanten. In plaats daarvan zou de neuskam oorspronkelijk zijn voor de Hadrosauridae en zouden andere kamvormen zich uit die neuskam ontwikkeld moeten hebben. Het is niet direct inzichtelijk hoe dit gebeurd moet zijn, gezien hun zeer afwijkende bouw.

## Levenswijze
De vreemd brede kop is door de beschrijvers verklaard als een aanpassing aan het opscheppen van grote hoeveelheden voeder. Men speculeerde dat de vooraan brede dentaria naar voren uitliepen in een nog breder predentarium, wellicht door een middenrichel verstevigd, en met de vorm van een schop. Het predentarium zou ook vrij lang kunnen zijn geweest om meer vegetatie uit de bodem te steken. Daartoe zou het predentarium recht in het verlengde van de onderkaken gelegen kunnen hebben, wat ook voorkomen zou hebben dat het voedsel er meteen weer af viel.
Deze aanpassing werd vergeleken met die van verschillende groepen zoogdieren zoals olifanten uit de Gomphotheriidae, Pyrotheria, nijlpaarden, zeekoeien en vooral de Desmostylia. Dit zijn alle min of meer waterbewonende vormen. Aquilarhinus zou dus een kustbewoner of amfibisch dier geweest kunnen zijn, dat in nat sediment zijn voedsel vond. Dit sluit aan bij het soort gesteente waarin het fossiel gevonden werd. Zulke dieren hadden ook vaak speciale neuzen en dat geldt ook voor Aquilarhinus. Het sluit ook aan bij eerdere denkbeelden van Lehman die zelfs van Ceratopia meende dat het waterbewoners waren. Andere onderzoekers sloten zich daar niet bij aan.